# DK4
De DK4 (Pools: Droga krajowa nr 4) is een route op het Poolse nationale wegennet. De weg loopt van Zgorzelec bij de Duitse grens tot aan Korczowa bij de grens met Oekraïne, en ligt in het zuiden van Polen, grofweg parallel aan de grens. Grote delen zijn vervangen door de tolweg A4, waardoor de DK4 minder doorgaand verkeer te verwerken krijgt. De vervangen delen worden hernoemd naar DK94. In 2014 is de A4 geheel gereed en zal de DK4 over de gehele lengte als DK 94 verdergaan.

## Steden langs de DK4
- Tarnów
- Dębica
- Rzeszów
- Jarosław

DK1 · DK2 · DK3 · DK4 · DK5 · DK6 · DK7 · DK8 · DK9 · DK10 · DK11 · DK12 · DK13 · DK14 · DK15 · DK16 · DK17 · DK18 · DK19 · DK20 · DK21 · DK22 · DK23 · DK24 · DK25 · DK26 · DK27 · DK28 · DK29 · DK30 · DK31 · DK32 · DK33 · DK34 · DK35 · DK36 · DK37 · DK38 · DK39 · DK40 · DK41 · DK42 · DK43 · DK44 · DK45 · DK46 · DK47 · DK48 · DK49 · DK50 · DK51 · DK52 · DK53 · DK54 · DK55 · DK56 · DK57 · DK58 · DK59 · DK60 · DK61 · DK62 · DK63 · DK64 · DK65 · DK66 · DK67 · DK68 · DK69 · DK70 · DK71 · DK72 · DK73 · DK74 · DK75 · DK76 · DK77 · DK78 · DK79 · DK80 · DK81 · DK82 · DK83 · DK84 · DK85 · DK86 · DK87 · DK88 · DK89 · DK90 · DK91 · DK92 · DK93 · DK94 · DK95 · DK96 · DK97 · DK98